# 2072
2072 هي سنة قادمة في التقويم الميلادي ستكون سنة بسيطة تبدأ يوم الأربعاء وهي السنة 72 من الألفية الميلادية الثالثة وسنة من سنوات القرن الحادي والعشرين